# حبيل عيال فرج (حالمين)

تعديل مصدري - تعديل

حبيل عيال فرج هي إحدى قرى عزلة حبيل الريدة بمديرية حالمين التابعة لمحافظة لحج، بلغ تعداد سكانها 88 نسمة حسب تعداد اليمن لعام 2004.